# Jean Bourgain
Jean Bourgain 28 tháng 2 năm 1954 – 22 tháng 12 năm 2018) là một nhà toán học người Bỉ. Từ 1985 đến 1995 ông đã cùng lúc từng giữ chức vị giáo sư tại Đại học Illinois, Urbana-Champaign và ở Đại học Institut des hautes études scientifiques tại Bures-sur-Yvette, gần Orsay (Pháp), và hiện tại, từ 1994, ở Viện nghiên cứu cao cấp ở Princeton, New Jersey..
Ông đỗ bằng tiến sĩ tại trường Vrije Universiteit Brussel vào năm 1977.
Các nghiên cứu của ông trải rộng trên nhiều lĩnh vực của giải tích toán học như hình học của các không gian Banach, giải tích điều hòa, lý thuyết số giải tích, toán tổ hợp, thuyết ergodic, phương trình vi phân riêng phần, lý thuyết phổ và hiện nay là lý thuyết nhóm. Ông được trao huy chương Fields năm 1994.
Năm 2000, Bourgain đã liên hệ bài toán Kakeya với lĩnh vực tổ hợp thuật toán.
Năm 2009 Bourgain được bầu làm thành viên của Viện hàn lâm Khoa học Hoàng gia Thụy Điển.
Năm 2010, ông được trao Giải Shaw trong toán học.